# Agaro
Agàro (Agher o Ager in walser) è una frazione di Premia. Già comune, venne soppresso nel 1928. 
La comunità, di origine walser, era posta in una valletta isolata, nella dorsale che separa la valle Antigorio dalla valle Devero.
Il Lago di Agaro sommerge l'insediamento, che prima della costruzione della diga nel 1938 contava circa 85 abitanti.

## Geografia fisica

### Territorio
La zona sommersa presentava due nuclei abitati invernali, Agàro e Margone - Margun. Sono, invece, sopravvissuti Cologno, Costa e Pioda Calva - z' Galw. 
Ancora abitato è il piano di Ausone - Òpso (citato a volte anche come Gschtu, 1463 m s.l.m.) fino al XIX secolo autonomo rispetto ad Agàro, retto da propri statuti e con confini rigorosamente definiti.
I pascoli estivi erano rappresentati dalle Alpi Corteverde (1821 m s.l.m.), Topera (1777 m s.l.m.), Bionca - Bijungga (1992 m s.l.m.), Pojala (2149 m s.l.m.) e Nava (1948 m s.l.m.), quest'ultima l'alpeggio principale di Ausone.

## Storia
I Walser di Agàro e Ausone giunsero in Ossola provenienti dal vicino Canton Vallese alla fine del XIII secolo. Agàro, Ausone, Salecchio - Saley (in lingua walser) e altre località alpestri vicine, come la romanza Costa, posta poco sotto le prime, erano feudo, fin dal 1210, dei de Rodis-Baceno, famiglia di piccola nobiltà alpina, come risulterebbe da un presunto diploma imperiale concesso alla famiglia dall'imperatore Ottone IV, dato a Pavia il 26 aprile 1210, in cui si confermavano i feudi in alta Valle Antigorio e si concedeva loro il titolo di Valvassori del S.R.I. L'originale è andato perso nel corso della storia (o forse non è mai esistito), trovandosi solo copie tarde, una pubblicata da Giovanni De Maurizi nelle sue Memorie , tratta da un manoscritto di Giovanni Battista Grazioli del 1712, e più recentemente in Tullio Bertamini . La prolifica famiglia dei de Rodis-Baceno aprì nel corso dei secoli una lunga serie di frazionamenti dei feudi, finché, per l'intercorrere di ragioni giuridiche e dinastiche, nonché abusi e arbìtri, le terre vennero confiscate al ramo originario del casato, i de Rodis-Pontemaglio, e ai de Marini (usurpatori), ponendo fine ai diritti feudali di queste famiglie. Il feudo, comprendente le tre comunità walser e altre romanze della valle, venne poi messo in vendita dalla Regia Camera dello Stato di Milano nel 1644 e acquistato due anni più tardi dai nobili milanesi Monti e a loro rimase fino all'estinzione della casa nel 1774, a seguito del quale, i feudi tornarono sotto il controllo diretto dello Stato di Milano .
La principale fonte di reddito era rappresentata dalla produzione casearia e la vita era regolata secondo i tempi della transumanza e da particolari statuti locali. Dopo sette secoli di esistenza, la comunità di Agàro venne dispersa a seguito della soppressione del comune che venne aggregato a quello di Premia in forza del R.D. 6 settembre 1928 n° 2130, in vigore dal 16 ottobre successivo. Infine, nel 1938, Agàro venne sommerso dalla costruzione di una diga alta 57 metri, costruita per creare un bacino di una centrale idroelettrica della capacità di 20 milioni di metri cubi:
"Agàro è il nostro sacro e inviolabile domicilio che la storia ricorda da circa sette secoli. Unitamente annesso a tale nostro eletto domicilio è esistente l'unica nostra risorsa, ricchezza come intendiamo definire (composta nella sua natura di prati, campi, pascoli e boschi) ciò che a noi rappresenta la vita e il mantenimento delle nostre sacrificate famiglie montanare che per esse chiunque deve riconoscere la nostra unica indispensabile industria agraria. L'eventuale concessione di tale grande invaso imporrebbe di conseguenza ai ricorrenti il completo abbandono del proprio focolare domestico e la distruzione della nostra unica azienda a cui siamo fermamente appassionati perché ciò ha cresciuto noi e i nostri figli. Pur ammettendo, che la succitata colossale opera sia di pubblica utilità chiediamo se lo spopolamento della montagna o meglio dire la distruzione di un paese di montagna sia necessario alla Pubblica Utilità?" .